# Anthyllide d'Hermann
Anthyllis hermanniae
Espèce
Classification phylogénétique
L'Anthyllide d'Hermann (Anthyllis hermanniae) est une espèce de plantes à fleurs de la famille des Fabacées trouvée en région méditerranéenne.

## Description
C'est une plante vivace.

### Caractéristiques
- Organes reproducteurs
  - Couleur dominante des fleurs : jaune
  - Inflorescence : racème capituliforme
  - Sexualité : hermaphrodite
  - Pollinisation : entomogame
- Graine
  - Fruit : gousse
  - Dissémination : épizoochore
- Habitat et répartition
  - Habitat type : landes orophiles corso-sardes
  - Aire de répartition : méditerranéen

Données d'après : Julve, Ph., 1998 ff. - Baseflor. Index botanique, écologique et chorologique de la flore de France. Version : 23 avril 2004.

## Distribution
En France, on ne peut la trouver qu'en Corse.